# Norsk Kvinnesaksforening
L’Associazione norvegese per i diritti della donna (in norvegese: Norsk Kvinnesaksforening; NKF ) è un'organizzazione norvegese di difesa apolitica e la più antica e preminente organizzazione per i diritti delle donne norvegesi.
Fu fondata nel 1884 su iniziativa di Gina Krog e Hagbart Berner da 171 donne e uomini di spicco, tra cui cinque primi ministri norvegesi. Il suo principio di base è che il pieno e uguale godimento dei diritti umani è dovuto a tutte le donne e ragazze, e lavora per far progredire la situazione sociale, economica e politica delle donne in Norvegia e a livello internazionale. Storicamente associato al Partito liberale, NKF è oggi ampiamente rappresentato da tutto lo spettro politico. L'associazione è sempre stata la più importante organizzazione femminista liberale della Norvegia.
L'attuale presidente è Karin M. Bruzelius, ex giudice della Corte suprema della Norvegia.  La sede dell' NKF si trova a Oslo.

## Storia

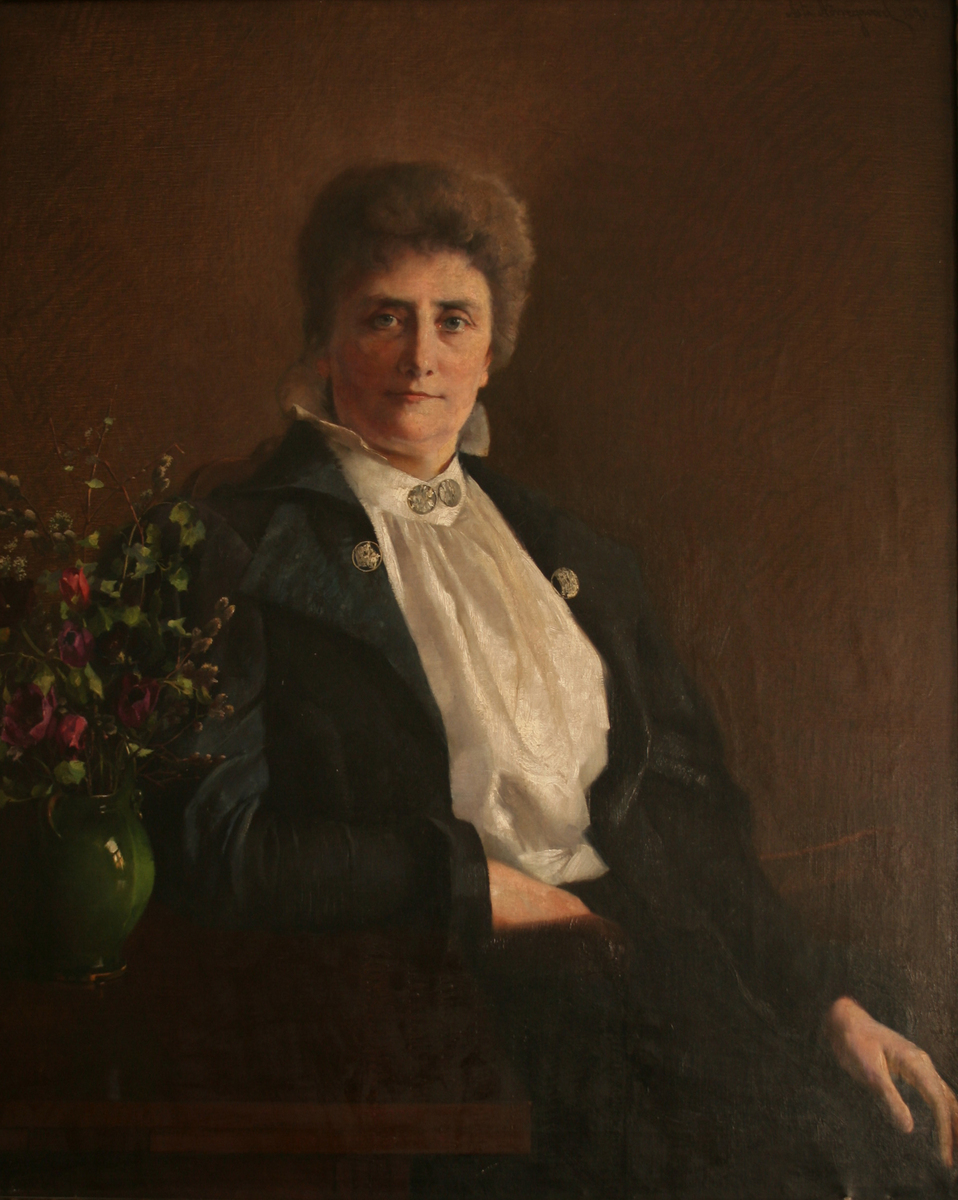
La fondatrice dell' NKF Gina Krog, politica liberale e principale leader della lotta per il diritto di voto delle donne in Norvegia

L'Associazione norvegese per i diritti della donna è stata fondata nel 1884 da 171 eminenti norvegesi, guidata dalla politica liberale e pioniera dei diritti delle donne Gina Krog e da Hagbart Berner, parlamentare liberale e primo caporedattore del quotidiano Dagbladet.
Dalla sua fondazione fino al XX secolo, l'organizzazione fu fortemente associata al Partito liberale: i suoi 171 fondatori includevano diversi primi ministri norvegesi, leader del Partito liberale e molti parlamentari liberali, nonché redattori dei grandi giornali liberali e personaggi pubblici come il romanziere Alexander Kielland. Tre dei primi presidenti dell'organizzazione, Anna Stang, Randi Blehr e Fredrikke Marie Qvam, erano tutte mogli di primi ministri norvegesi. L'iscrizione è sempre stata aperta a uomini e donne.
Tra le cause importanti per le quali l'NKF si è battuta sono il suffragio femminile (raggiunto nel 1913), il diritto al lavoro (negli anni '30), l'abolizione della tassazione comune per i coniugi (anni '50), il diritto alla parità di istruzione (anni '60), l'istituzione del Consiglio per l'uguaglianza tra i sessi  nel 1972, in seguito sostituito dal Centro per l'uguaglianza tra i sessi (1977). I membri dell'organizzazione, come la sua presidente di lunga data Eva Kolstad, che ha fatto parte della Commissione delle Nazioni Unite sullo status delle donne, hanno anche aperto la strada alle politiche delle Nazioni Unite sulla parità di genere.
L'associazione ha inoltre avviato l'istituzione dell'Associazione norvegese per la salute pubblica delle donne, un'organizzazione umanitaria che è cresciuta fino a diventare la più grande organizzazione femminile norvegese con circa 250.000 membri. Storicamente, la NKF era l'associazione più importante del movimento norvegese borghese (o liberale) femminile (associato principalmente al Partito liberale), in contrasto con il movimento femminile laburista (associato al Partito laburista). Oggi è un'organizzazione apolitica, focalizzata sui diritti politici, legali e umani delle donne, nonché sulle pari opportunità, e sull'attuazione della Convenzione sull'eliminazione di ogni forma di discriminazione nei confronti delle donne in particolare.
L'NKF ha collaborato con l'Associazione nazionale per il suffragio delle donne e successivamente con il Consiglio nazionale norvegese delle donne. Alcuni dei principali leader del dopoguerra furono Eva Kolstad, che in seguito divenne ministro e leader del Partito liberale, e l'ex presidente dell'UNICEF Torild Skard.
L'Associazione norvegese per i diritti della donna è affiliata all'Alleanza internazionale delle donne (IAW) dal 1904 ed è membro della lobby femminile norvegese e del Forum per le donne e lo sviluppo. Si rivolge al Consiglio economico e sociale delle Nazioni Unite attraverso l'adesione alla IAW.
Elisabeth Lønnå descrive l'NKF nel 1970 come "un'organizzazione quasi dignitosa" che aveva le sue "origini nel Partito liberale e aveva una piattaforma liberale, centrata sull'idea principale di uguaglianza per tutti i cittadini e basata sull'idea dei diritti umani fondamentali". Lønnå osserva che l'NKF aveva lunghe tradizioni, una forma chiaramente definita di organizzazione, una rete consolidata e politiche e principi ben formulati, e che ha speso la maggior parte delle sue risorse per fare pressioni su enti governativi in modo professionale. Mentre la NKF fu influenzata dalla seconda ondata di femminismo durante gli anni '70, fu "l'unica organizzazione femminista che si basava principalmente sull'idea dell'uguaglianza di genere". Contrariamente alle molte nuove organizzazioni femministe sorte negli anni '70 ma che persero rapidamente la maggior parte dei loro membri, la NKF si rafforzò negli anni '80.

## Riconoscimenti della NKF
Il più grande riconoscimento della NKF è la sua iscrizione onoraria, che è stata assegnata per la prima volta a Camilla Collett nel 1884 e l'ultima volta assegnata al primo premier donna norvegese Gro Harlem Brundtland nel 2016.

### Membri onorari

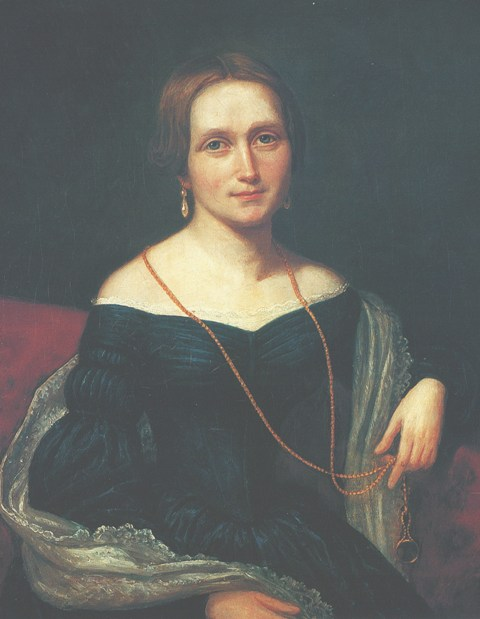
Camilla Collett, nominata membro onorario nel 1884

- Camilla Collett (1884)
- Aasta Hansteen (1904)
- Aadel Lampe (1926)
- Dorothea Schjoldager
- Fredrikke Mørck (1934)
- Katti Anker Møller (1939)
- Margarete Bonnevie (1946)
- Dakky Kiær (1954)
- Signe Swensson (1954)
- Eva Kolstad
- Ebba Haslund (1995)
- Berit Ås (2009)
- Torild Skard (2014)
- Gro Harlem Brundtland (2016)[4]
- Helga Hernes (2018)[5]

### Premio Gina Krog
Dal 2009 l'associazione assegna il Premio Gina Krog, che prende il nome della sua fondatrice.